# 動力炉・核燃料開発事業団
動力炉・核燃料開発事業団（どうりょくろ・かくねんりょうかいはつじぎょうだん、Power Reactor and Nuclear Fuel Development Corporation、PNC）は、1967年（昭和42年）10月2日に原子燃料公社を母体に発足した、戦後日本の特殊法人で、高速増殖炉および新型転換炉の開発を専門とする事業団である。通称・略称は動燃（どうねん）である。
核燃料サイクルの中核施設で、高レベル放射性廃棄物および使用済み核燃料の再処理工場を持つ。1998年（平成10年）10月1日に核燃料サイクル開発機構として改組された後、2005年（平成17年）10月には日本原子力研究所と統合され、独立行政法人・日本原子力研究開発機構に再編された。

## 概要
1960年代の高度経済成長期に、日本はエネルギー問題の活路を石油（火力発電）と核（原子力発電）に求めた。しかし、原子炉開発の技術力の無い当時の日本にとっては、国産の原子炉は遠い目標に過ぎず、安価な海外の原子炉を輸入した方が経済面においても負担が少ないため、国内の電力会社は、出来合いの輸入原子炉を次々と取り入れていた。さらに、核燃料である低濃縮ウランの製造には軍事機密が多く、これも海外からの輸入に頼るほか無かった。

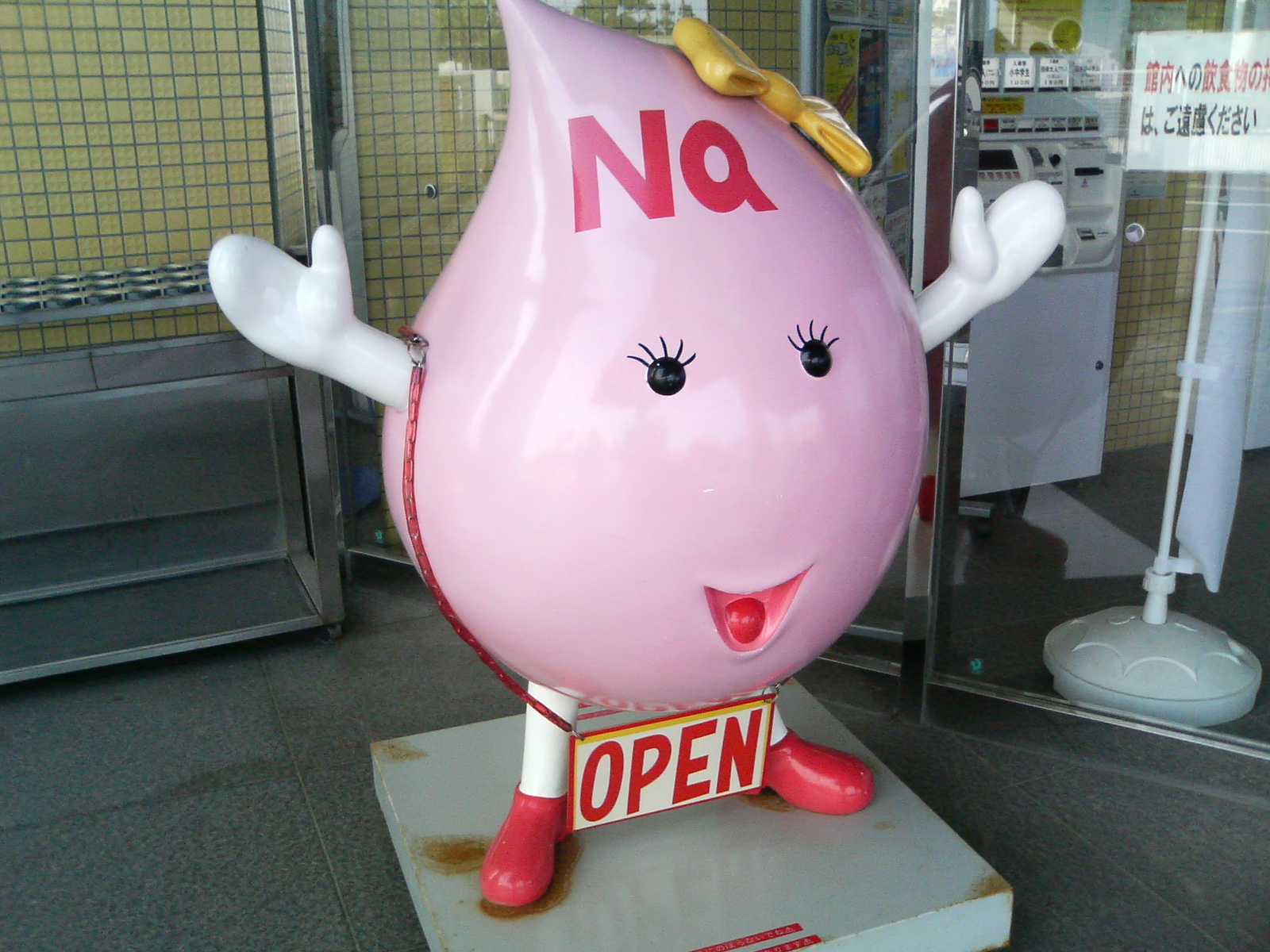
ナトリウム冷却炉のマスコット
ナトリウム子ちゃん

エネルギー資源の乏しい日本は、発電しながら燃料を増やすことが可能な高速増殖炉に着目した。実現すれば、ウランの利用率は60倍に向上し、準国産エネルギーとして利用できる。しかし、当時原子力開発を行っていた日本原子力研究所（原研）は組織が不安定な状態に陥っており、原子炉の提供会社から原子炉の試験運転を規制される程であった。そこで発足されたのが同事業団であり、高速増殖炉「もんじゅ」の開発など、最先端の原子炉開発にあたっていた。
高速増殖原型炉「もんじゅ」のナトリウム漏洩事故（1995年12月8日）や、東海村再処理施設アスファルト固化処理施設の火災爆発事故（1997年3月11日）などの不手際のため、1998年に廃止され、核燃料サイクル開発機構として改組された。その後、2005年10月に核燃料サイクル開発機構は原研と統合され、日本原子力研究開発機構となった。
1991年に『プルトニウム物語 頼れる仲間プルト君』というPRアニメーションを制作し、プルト君が「プルトニウム入りの水を飲んでも安全」とプルトニウムの安全性を強調していたが、国際的な批判を浴びた。

## 歴代理事長と主な出来事
- 1967年10月2日 - 1972年9月12日：井上五郎
  - 1967年10月2日：動燃の設立
- 1972年9月13日 - 1977年11月21日：清成迪
- 1977年11月21日 - 1983年10月1日：瀬川正男
- 1983年10月2日 - 1986年3月3日：吉田登
- 1986年3月4日 - 1989年6月30日：林政義
- 1989年7月1日 - 1994年6月30日：石渡鷹雄
  - 1994年4月5日：もんじゅの原子炉が初臨界達成。
- 1994年7月1日 - 1996年5月24日：大石博
  - 1995年12月8日：もんじゅでナトリウム漏洩事故発生。
- 1996年5月24日 - 1998年9月30日：近藤俊幸
  - 1997年3月11日：東海事業所再処理施設アスファルト固化処理施設で火災爆発事故。